# ألان موكوكا
ألان موكوكا (بالإنجليزية: Allan Mukuka)‏ (5 أغسطس 1987 بزامبيا - ) هو لاعب كرة قدم مصري في مركز الوسط. شارك مع منتخب زامبيا لكرة القدم. أما مع النوادي، فقد لعب مع نادي زاناكو ونادي نكانا وغرين بافالوز وموفوليرا ووندرز ‏.

## روابط خارجية
- ألان موكوكا على موقع قاعدة بيانات كرة القدم.إي يو (الإنجليزية)
- ألان موكوكا على موقع ناشيونال فوتبول تيمز (الإنجليزية)